# Анналы Верхней Силезии
Анналы Верхней Силезии лат. Annales Silesiae Superioris, пол. Rocznik Gornosląski — написанные на латинском языке в кон. XIII в. исторические записки. Текущее название было предложено издателем XIX в. В. Арндтом, отметившего т.о. внимание их автора к верхнесилезскому региону. Сохранились в рукописи кон. XIII в. В ряде мест имеют сходство с Анналами краковского капитула. Охватывают период с 1071 по 1290 гг. Содержат сведения по истории Польши и соседних стран в XIII в., ценность которых определяется тем, что они были записаны современником.

## Издания
- Annales Silesiae Superioris / ed. Dr. W. Arndt // MGH. SS. T. XIX. Hannoverae, 1866, p. 552-553[2].
- Rocznik Gornosląski / wydal A. Bielowski // MPH, T. 3. Lwow, 1878, p. 714-716[3].

## Переводы на русский язык
- Анналы Верхней Силезии в переводе А. С. Досаева на сайте Восточная литература